# ستيفان نورو
ستيفان نورو (بالفرنسية: Stéphane Noro)‏ هو لاعب كرة قدم فرنسي في مركز نصف الجناح، ولد في 22 يناير 1979 في مدينة ليل في فرنسا. لعب مع أبولون ليماسول وستاد ريمس ونادي تروا ونادي ستراسبورغ ونادي سيدان ونادي لوهافر ونادي ليل ونادي ميتز.

## وصلات خارجية
- ستيفان نورو على موقع رابطة كرة القدم الفرنسية للمحترفين (الإنجليزية)
- ستيفان نورو على موقع قاعدة بيانات كرة القدم.إي يو (الإنجليزية)
- ستيفان نورو على موقع عالم كرة القدم.نت (الإنجليزية)